# HD 48543
HD 48543，又名CD-38 2844，SAO 197108、HR 2482，是一颗恒星，视星等为6.29，位于銀經247.45，銀緯-18.13，其B1900.0坐标为赤經6h 38m 53.2s，赤緯-38° -18.13′ 3″。